# Новоабдрахманово
Новоабдрахма́ново (рос. Новоабдрахманово, башк. Яңы Абдрахман) — присілок у складі Стерлітамацького району Башкортостану, Росія. Входить до складу Первомайської сільської ради.
Населення — 38 осіб (2010; 25 в 2002).
Національний склад:
- башкири — 96%